# 명탐정 코난: 눈동자 속의 암살자
《명탐정 코난: 눈동자 속의 암살자》(일본어: 名探偵コナン 瞳の中の暗殺者)는 2000년 4월 22일에 개봉된 명탐정 코난의 4번째 극장판이다. 한국에서는 투니버스를 통해 2008년 8월 25일 ~ 8월 26일 양일간에 걸쳐 첫방영되었고, 이후 지속적으로 재방영되고 있다.

## 소개
비가 내리는 길을 걷고 있던 소년 탐정단은 경시청에 근무하는 나라자와 경찰관(나경태 형사)과 만난다. 그는 그 후 공중 전화 박스에 들어가서 누군가에게 전화하고 있었다. 그 후 나라자와는 전화 박스에서 나오다 어떤 암살자에게 오토매틱 권총으로 3발을 저격당하고 빈사 상태가 되기 전 경찰 수첩이 들어간 가슴을 움켜쥐고 사망한다. 바로 코난이 뒤를 쫓지만 결국 추적을 실패하고...
그 사건 후에도 시바 경찰관(지영민 형사)도 사살당하자 메구레 쥬죠 경부 (골롬보 반장)나 시라토리 닌자부로 경부 (백동훈 형사) 등이 평소와는 다른 분위기로 일관, 경찰 관계자만이 사용하는 은어 'Need not to know (알 필요가 없는 것)'에 근거하여 이들은 모리 코고로 (유명한)에게도 사건의 경과 내용을 가르쳐 주지 않는다.
심각한 상황에 빠진 경찰과 코난 등은 시라토리 경부의 여동생 결혼 피로연에 참석한다. 초대객이 많은 마당에 모리 란 (유미란)이 화장실에 가서 사토 미와코 형사 (오지인 형사)와 이야기를 나누다가 갑자기 정전이 되어서 란은 근처의 손전등을 이용해서 사토 형사를 비춘다. 이때 검은 그림자가 갑자기 오토매틱 권총으로 사토 형사에게 난사를 한다. 사토 형사는 저격당해서 쓰러지고 란은 기절해버린다. 곧 코난에게 발견되어 두 사람 다 병원에 실려가지만 사토 형사는 총알이 심장 근처에 박혀 있어 아주 위험한 상태다. 그리고 란은 곧 눈을 뜨지만 기억상실에 걸리는데...

## 등장인물

### 주요 캐릭터
- 에도가와 코난 (코난) : 타카야마 미나미 / 김선혜
- 쿠도 신이치 (남도일) : 야마구치 캇페이 / 강수진
- 모리 란 (유미란) : 야마자키 와카나 / 이현진
- 스즈키 소노코 (정보라) : 마츠이 나오코 / 이용신
- 코지마 겐타 (고뭉치) : 타카기 와타루 / 한인숙
- 츠부라야 미츠히코 (박세모) : 오오타니 이쿠에 / 정선혜
- 요시다 아유미 (한아름) : 이와이 유키코 / 여민정
- 하이바라 아이 (홍장미) : 하야시바라 메구미 / 우정신
- 모리 코고로 (유명한) : 카미야 아키라 / 이정구
- 키사키 에리 (노애리) : 타카시마 가라 / 한채언
- 아가사 박사 (브라운 박사) : 오가타 켄이치 / 황원
- 메구레 쥬죠 (골롬보 반장) : 챠후린 / 조동희
- 시라토리 닌자부로 (백동훈 형사) : 시오자와 카네토 / 서윤선
- 사토 미와코 (오지인 형사) : 유야 아츠코 / 한채언
- 타카기 와타루 (신형선 형사) : 타카기 와타루 / 김광국
- 치바 카즈노부 (이명수 형사) : 치바 잇신 / 김영찬
- 오다기리 토시로 (고대길 부장) : 나카타 코우지 / 정승욱

### 극장판 캐릭터
- 토모나리 마코토 (한국명:우재훈) : 모리카와 토시유키 / 박성태
진노 타모츠 (한국명: 탁진호) 살해 사건 담당 경감 토모나리 경감 (한국명: 우성수)의 아들로 아버지의 죽음이 경시청 (한국판: 경찰청) 책임이라고 생각한다.

- 토모나리 경감 (한국명: 우성수 반장)
진노 타모츠 (한국명: 탁진호) 살해 사건 담당 경감. 수사 중 심장 발작을 일으켜 사건 수사가 잠정 중단되었다.

- 진노 타미키 (한국명: 탁진서) : 후카미 리카 / 정혜옥
진노 타모츠 (한국명: 탁진호)의 여동생. 오빠의 죽음에 오다기리 토시로 (한국명: 고대길 부장)부장 아들 오다기리 토시야(한국명: 고승현) 군이 관련 되어있다고 생각하여 오다기리 토시야 (한국명: 고승현) 군을 미행 중이다.

- 진노 타모츠 (한국명: 탁진호) : 우치다 나오야 / 김정은
동도대학 (한국판: 동부대학)부속병원 외과의사로 수술 중 함께 수술을 집도했던 한 의사의 손을 메스로 그어 수술 받던 환자가 사망해 고소 당한 상태. 사망.

- 카자토 쿄스케 (한국명: 허풍도) : 이노우에 카즈히코 / 최원형
동도대학 (한국판: 동부대학) 부속병원 외과의사로 타모츠 (탁진호)와 함께 집도한 수술에서 메스에 손을 다치게 된다. 그 후 심장외과에서 신경외과로 옮겼다.

- 시바 요이치로 (한국명: 지영민) : 야마노이 진 / 최지훈
토모나리 경감 (우성수)와 함께 진노 타모츠 (탁진호) 살인 사건을 조사하던 형사로 살해 당함.

- 나리사와 오사무 (한국명: 나경태) : 시마카 유우 / 김정은
토모나리 경감 (우성수)와 함께 진노 타모츠 (탁진호) 살인 사건을 조사하던 형사로 살해 당함.

## 주제가
- 코마츠 미호 〈당신이 있으니까(あなたがいるから)〉

## 특징
- 주요 등장인물이자 쿠도 신이치(남도일)의소꿉친구인 모리 란 (유미란)이 기억상실에 빠지는 점과 사토 형사 (오지인 형사)가 총격을 당해 중상을 당하는 점, 경찰이 모리 코고로 (유명한)나 코난(남도일)에게 대하는 태도가 평소 전개와는 다르다.
- 에도가와 코난 (신이치, 남도일)과 모리 코고로가 연인에게 고백했던 말이 같았다. 그러나 코난은 이것을 아무 생각 없이 한 걸로 인식했지만 란은 기억을 되찾으려고 이런 말을 꺼냈다는 걸로 그려졌다.
- 신이치 (남도일)와 란의 관계를 강조하는 극장판으로 도중에 란의 뺨에 콜라캔을 붙이는 장면이 있는데 단행본에 그려진 장면과 매우 유사하다.
- 특별 방송으로 2001년 4월 2일과 2007년 10월 8일 이 극장판이 두 번 방송되었다.
- 오다기리 토시로 부장 (고대길 부장)이 이 극장판에 이어서 10년 후인 2010년에 개봉한 《천공의 난파선》편에 다시 등장한다.
- 당시 시라토리 경부 담당 성우진이였던 시오자와 카네토가 그해 뜻하지 않은 사고로 사망하였다. 그의 마지막 유작이기도 하다. 다음편인 《천국으로의 카운트다운》편 이후부터는 이노우에 카즈히코[2]로 바뀌어 진다.
- 범인인 카자토 쿄스케는 자신의 꿈이 좌절되었다는 점에서 범행동기를 갖게 된 부분이 《14번째 표적》의 범인이었던 사와키 코헤이와 비슷한 면이 있다.
- 카자토가 저지른 범죄행위는 현실로 따지면 사형감이다.

## 제작위원회
- 소학관
- 요미우리 테레비
- 소학관 프로덕션
- 유니버설 뮤직
- 토호 주식회사
- 톰스 엔터테인먼트

## 같이 보기
- 명탐정 코난의 영화 목록